# Джазґова-Воля
Джазґова-Воля (пол. Drzazgowa Wola) — село в Польщі, у гміні Бендкув Томашовського повіту Лодзинського воєводства.
Населення — 114 осіб (2011).
У 1975-1998 роках село належало до Пйотрковського воєводства.

## Демографія
Демографічна структура станом на 31 березня 2011 року:
|          | Загалом | Допрацездатний вік | Працездатний вік | Постпрацездатний вік |
| -------- | ------- | ------------------ | ---------------- | -------------------- |
| Чоловіки | 58      | 12                 | 37               | 9                    |
| Жінки    | 56      | 7                  | 24               | 25                   |
| Разом    | 114     | 19                 | 61               | 34                   |